# Конка-Казале
Конка-Казале (итал. Conca Casale) — коммуна в Италии, располагается в регионе Молизе, в провинции Изерния.
Население составляет 269 человек (2008 г.), плотность населения составляет 19 чел./км². Занимает площадь 14 км². Почтовый индекс — 86070. Телефонный код — 0865.

## География

### Территория
Коммуна расположена в котловине на склонах горы Монте-Санта-Кроче (1026 м над уровнем моря) и окружен другими горами. Она расположена в 11 км от Венафро и имеет приятный и прохладный климат.

## Демография
Динамика населения:

## Администрация коммуны
- Официальный сайт: